# Michigantown (Indiana)
Michigantown es un pueblo ubicado en el condado de Clinton en el estado estadounidense de Indiana. En el Censo de 2010 tenía una población de 467 habitantes y una densidad poblacional de 682,99 personas por km².

## Geografía
Michigantown se encuentra ubicado en las coordenadas 40°19′41″N 86°23′30″O / 40.32806, -86.39167. Según la Oficina del Censo de los Estados Unidos, Michigantown tiene una superficie total de 0.68 km², de la cual 0.68 km² corresponden a tierra firme y (0%) 0 km² es agua.

## Demografía
Según el censo de 2010, había 467 personas residiendo en Michigantown. La densidad de población era de 682,99 hab./km². De los 467 habitantes, Michigantown estaba compuesto por el 97.86% blancos, el 0.43% eran afroamericanos, el 0% eran amerindios, el 0.43% eran asiáticos, el 0% eran isleños del Pacífico, el 0.43% eran de otras razas y el 0.86% pertenecían a dos o más razas. Del total de la población el 2.57% eran hispanos o latinos de cualquier raza.